# ホンダ・GL
GL（ジーエル）は本田技研工業が製造販売していたオートバイのシリーズ商標である。本項では日本国内でWING（ウイング）のペットネームを付帯して販売されたモデルならびに本モデルをベースに排気量を673ccまでアップさせ1983年に800台限定で販売されたWING INTERSTATE（ウイング インターステート）ついても解説を行う。

## 概要
1970年代半ばに本田技研工業では2輪部門の最高責任者であった入交昭一郎が陣頭指揮を執り、国際レースへの復帰と新世代エンジンの模索と開発に取り組むことを発表。そのひとつとしてツーリングとスポーツの2つの性格を合せ持つ新しい未来=1980年代を指向する2輪車をコンセプトに開発されたのが本モデルである。
当初は排気量496ccとして開発が行われ販売も開始されたが、日本国内では運転免許制度の関係で大型自動二輪車になることから、中型限定免許（現・普通自動二輪車運転免許）所有者向けに排気量を396ccへダウンさせたモデルが日本国内専売モデルとして追加された。
車名については日本国内ではGLとされたが、北米市場向けに1974年から輸出されていた排気量999ccの水平対向4気筒エンジンを搭載するモデルがGOLD WING GL1000の車名を使用していたことから、海外輸出仕様車は北米市場向けのGL500・650 SILVER WINGを除きCXとされたほか、後に日本国内仕様車も1982年以降のモデルチェンジでCXに統合された。

## 車両解説
本シリーズ最大の特徴はこれまでに例のない水冷縦置き80°バンクV型2気筒4バルブOHVエンジンにある。
排気量496ccのGL500E型は内径x行程：78.0x52.0（mm）、排気量396ccのGL400E型は内径x行程：73.0x47.4（mm）とショートストロークタイプ。始動はセルモーターのみで圧縮比はともに10.0とし、燃料供給は強制開閉式CV型キャブレターを2基、点火装置は無接点式CDIを搭載。さらに特殊合金製プッシュロッドやクランクシャフトに対して22°のひねりを加えたシリンダーヘッドを採用し、最大10,000rpmまでの耐久性を誇る。
ラジエーターはエンジンに直付けされ乗用車の縦置きエンジン同様にクランクから出力を得るクーリングファンも装備するほか、動力伝達機構は5速マニュアルトランスミッションを介するシャフトドライブを採用。スペックはGL500E型が最高出力：48ps/9,000rpm・最大トルク：4.1kg-m/7,000rpm、GL400E型が最高出力：40ps/9,500rpm・最大トルク：3.2kg-m/7,500rpmとされた。
車体は鋼管鋼板製ダイヤモンド型フレームとし、サスペンションは前輪をテレスコピック、後輪をスイングアームとするが、ショックアブソーバーは板ばねとオリフィスだけでコントロールしていた減衰力をさらにコイルスプリングとチェックバルグを設けることによりスピードに応じた可変的な減衰力特性をもたせたFVQダンパーを採用した。
ホイールはメンテナンスフリーとコストダウンの観点から独自の組み立て式コムスターホイールとし、タイヤサイズは前輪3.25S19-4PR/後輪3.75S18-4PRのチューブレス。ブレーキは前輪が油圧式シングルディスク、後輪がロッド式リーディングトレーリングである。
上述する水冷エンジンやシャフトドライブを搭載するため車重はGL400/500共に218kgとワンクラス上の650ccモデル級である。しかし重量の集中化を考慮した設計を行い、車両全体の慣性モーメント低減を行い軽い取り回しを可能にした。

## モデル一覧
※本項ではWING INTERSTATESを除きペットネームのWINGは省略する。
※輸出仕様ならびにCXの車名で販売されたモデルはホンダ・CXならびにen:Honda CX seriesも参照のこと。

### GL400・500
| GL400ホンダコレクションホール所蔵車  |  | CX500GL500輸出仕様車  |
| GL400 ホンダコレクションホール所蔵車 |  | CX500 GL500輸出仕様車 |

500が型式名GL500で1977年12月9日発表、同月10日発売。400が型式名GL400で1978年3月9日発表、同月10日発売。海外ではCX500もしくはCX500Bの車名で販売された。
計器類はライトケース一体のパネル上に速度・回転・水温を3連で装備する。また本モデルのハンドルは日本国内仕様はアップタイプだが、ヨーロッパ向け仕様はコンチネンタルタイプを装備する。
400と500の識別点は、クランクケースに貼られたGL400・GL500のエンブレムのみである。

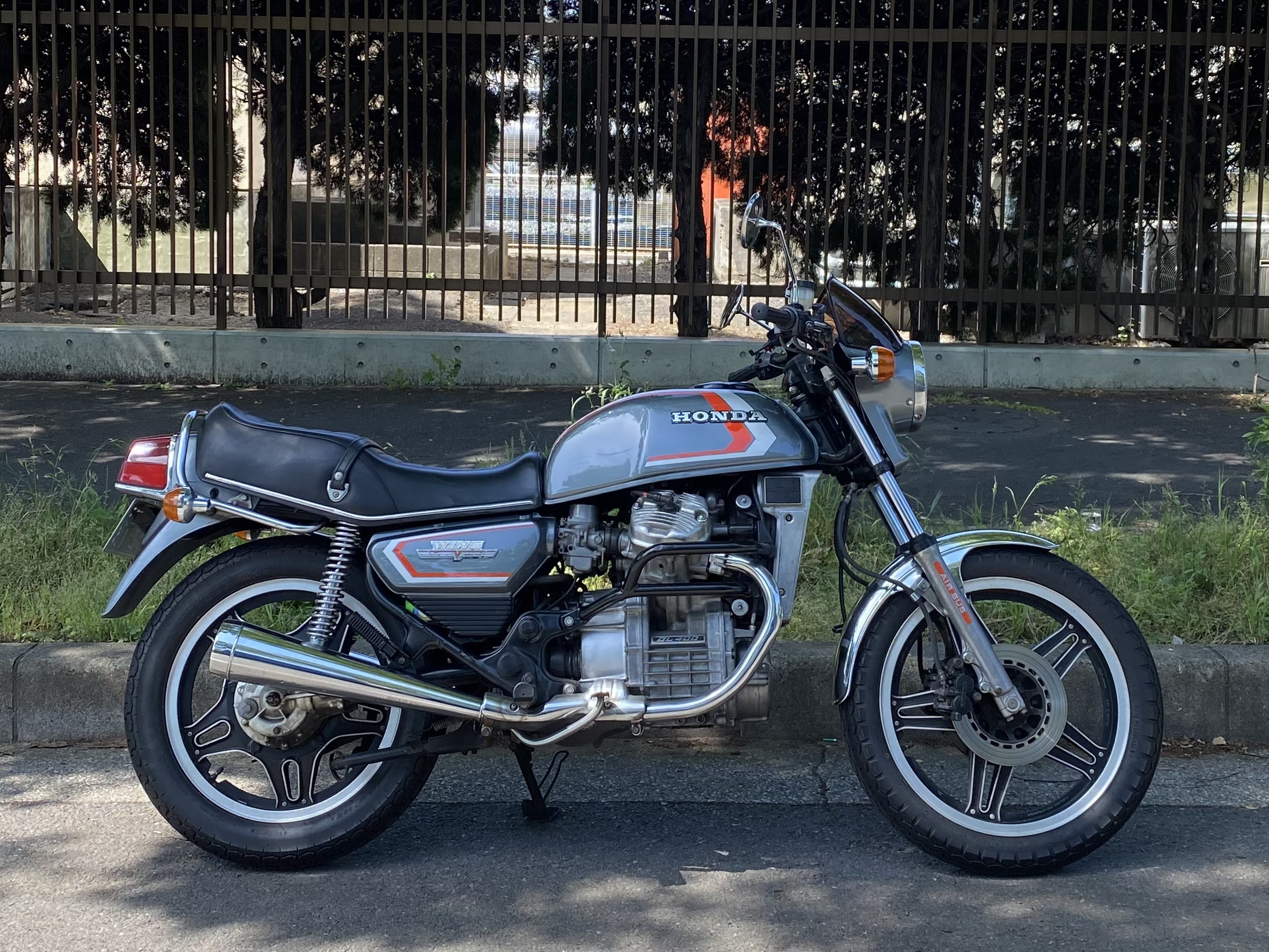
WING GL400(1981年式)

1981年4月22日発表、同年5月1日発売で以下のマイナーチェンジを実施。
- GL500の日本国内販売終了。
- 車名をWING（GL400）の表記へ変更。
- カラーリングの変更。
- 前輪ディスクブレーキをダブル化ならびにデュアルピストンキャリパー化。
- 前輪サスペンションを円筒空気ばねを併用するセミエアサス化。
- ヘッドライトをハロゲン化。
- コムスターホイールを黒色のリバースタイプへ変更。
- 点火装置をフルトランジスタ式へ変更。
- 60km/h定地走行燃費が30→33km/Lへ向上。
- スモークカラーのメーターバイザを増設。

残存した400も1982年3月にCX-EUROへモデルチェンジされ生産終了した。

### GL400カスタム・500カスタム
当時ブームだったアメリカンタイプにしたモデルで、1979年4月10日発表、発売は400が同月20日、500が同年5月1日。海外ではCX500 CUSTOMもしくはCX500Cの車名で販売された。
ベースモデルから大幅なスタイル変更を受けており、ティアドロップ型の燃料タンク・段付きシート・プルバックタイプのアップハンドル・アルミニウム合金製ラジエーターカバー・セパレートタイプの速度・回転計は400・500共通の装備である。
相違点はタイヤサイズで、400はベースモデルと共通の前輪3.25S19-4PR/後輪3.75S18-4PRとされたが、500は前輪3.50S19-4PR/後輪130/90-16-67Sへワイドタイヤを装着するほか、コムスターホイールも裏コムともリバースとも呼ばれるブラックコムスターとされた。しかし400も1980年3月14日発表、同月15日発売のマイナーチェンジで500同様のサイズへ変更を実施し、車名をウイングカスタムの表記とした。
さらに1981年モデルへの変更では上述したGL400同様の改良を実施し、1983年にCXカスタムへフルモデルチェンジされ生産終了した。

### WING INTERSTATES
型式名RC10。1983年6月16日発表、同月20日発売の800台限定車。
北米地区で販売されていたGL500 SILVER WINGが1983年モデルへチェンジされる際にエンジンの内径x行程を82.5x63.0（mm）・排気量673ccへ拡大したGL650 SILVER WINGをベースにした日本国内仕様でGL700インターステーツの別称がある。スープアップされたRC10E型エンジンは、他にもキャブレターをケーヒン製VB2Bx2基へと圧縮比9.8への変更を実施し、最高出力：58ps/8,000rpm・最大トルク：5.7kg-m/6,500rpmのスペックをマークする。
車体面では前面にはベンチレーター付大型フェアリングを、タンデムシート左右にキーロック付パニアケースを装備するなどロングツーリングでの快適性使いやすさを重視したほか、リヤサスペンションをプロリンクに変更したモデルである。